# 유리아게정
유리아게정(閖上町)은 1955년까지 미야기현 나토리군에 존재했던 정이다. 현재 나토리시의 고카미, 우시노, 오마가리, 오쓰카하라, 다카야나기에 해당한다.

## 역사
에도 시대에 나토리군의 마을들은 센다이번 대관소의 관할에 따라 북방(나가마치 대관소 관할)과 남방(마스다 대관소 관할)으로 나뉘었는데, 북방 31개 마을 중 나토리강 하구 남안에 있던 5개 마을이 모여 1889년 히가시타가촌을 성립시켰다. 그 명칭은 같은 시기에 성립한 나토리군 북방의 니시타가촌(西多賀村)와의 방향적 대비에서 비롯된 것으로 생각되지만, 자세한 내용은 알 수 없다. 한편, 상기 31개 마을 중 히가시타가촌를 구성하는 5개 촌을 제외한 나머지 촌은 모두 후에 센다이시에 편입되었다.
메이지 말기부터 다이쇼 시대에는 어업을 통해 경기가 좋아져 인구가 급증했다. 증동궤도도 개통되었다. 1928년에 정으로 승격해 유리아게정으로 개칭했다.
전후에 시행된 쇼와의 대합병에 따라 1955년에 주변 정촌과 합병해 나토리정이 되었다.

### 연혁
- 1889년 4월 1일 - 정촌제 시행에 수반해 5촌의 구역으로 히가시타카촌이 성립하였다.
- 1928년 4월 1일 - 이름을 변경후 정으로 승격해, 유리아게정이 되었다.
- 1955년 4월 1일 - 시모마스다 촌, 다테코시 촌, 메데시마 촌, 다카다테 촌과 합병해, 나토리정이 성립하였다.

## 참고문헌
- 『名取市史』（宮城県名取市、1977）